# Victor Dusseiller
Victor Dusseiller, né le 27 décembre 1862 à Plainpalais et mort le 17 avril 1929 à Genève, est une personnalité politique genevoise, membre du Parti démocrate-chrétien.

## Fonctions politiques
- 1904-1927 : Député au Grand Conseil du canton de Genève.
- 1917-1918 : Conseiller municipal à Plainpalais.
- 1918-1924 : Conseiller d'État du canton de Genève[1].